# Stegen
Stegen es un municipio alemán en el distrito de Brisgovia-Alta Selva Negra en el estado federado de Baden-Wurtemberg.  Está ubicado en el valle del Dreisam.
Stegen fue mencionado por vez primera en un documento escrito del año 1112, pero el municipio en su forma actual existe desde 1975 cuando varias aldeas se fusionaron. El municipio tiene unos 4400 habitantes. El territorio municipal es de 2632 ha, de estos 1436 ha son bosques.